# Dinofroz
A Dinofroz (ejtsd Dájnófróz) 2012-ben indult olasz televíziós 2D-s számítógépes animációs sorozat, amelynek alkotója Orlando Corrati. A tévéfilmsorozat az Award Network gyártásában készült, a Giochi Preziosi és a Mondo TV forgalmazásában jelent meg. Műfaját tekintve akciófilm-sorozat, kalandfilmsorozat és filmvígjáték-sorozat. Olaszországban 2012. szeptember 10-étől a K2 vetítette, Magyarországon 2014. április 19-én a TV2, az év augusztus 30-án a Super TV2, 2016. szeptember 26-án a Kiwi TV sugározta. 2024. március 7-én a Kölyökklub is sugározta.

## Ismertető
A főhős, Tom, aki egy 12 éves fiú. Több kalandba vesz részt a barátaival. Egy érdekes társasjátékkal játszanak, és át tudják teleportálni maguk egy olyan világba, ahol át tudnak változni dinoszauruszokká. Mindegyiküknek saját dinoszaurusz fajtája van.

## Szereplők

### Dinofroz tagok
| Szereplő | Eredeti hang                                      | Magyar hang                                                 | Leírás |
| -------- | ------------------------------------------------- | ----------------------------------------------------------- | --- |
| Tom      | Alessio Ward                                      | (Emberként) Császár András (T-Rexként) ?                    | Szőke hajú, kék szemű fiú, aki a csapat vezetője, karizmatikus és magabiztos.                                    |
| Bob      | Marco Vivio (1. évad) Daniele Di Matteo (2. évad) | (Emberként) Baráth István (Triceratopsként) Bognár Tamás    | Barna hajú, barna szemű, nagydarab fiú, aki igazán hűséges Tomhoz, szeret enni, a küzdelemnél nagyon erős és jó. |
| John     | Mattia Ward                                       | (Emberként) Bogdán Gergő (Kardfogú Tigrisként) ?            | Barna hajú, kék szemű fiú, aki független és jó harcos.                                                           |
| Eric     | George Castiglia                                  | (Emberként) Boldog Gábor (Pterodaktiluszként) Renácz Zoltán | Barna hajú, zöld szemű fiú, aki a technológia mestere, hűséges Tomhoz, de nem nagyon magabiztos.                 |

### Sárkányok
| Szereplő     | Eredeti hang   | Magyar hang           | Leírás |
| ------------ | -------------- | --------------------- | ------ |
| Lord Neceron | Andrea Ward    | Faragó András         |        |
| Gladius      | ?              | Megyeri János         |        |
| Kobrax       | ?              | Gubányi György István |        |
| Vlad         | Andrea Ward    | ?                     |        |
| Treek        | Giuliano Santi | Törköly Levente       |        |

### További szereplők
| Szereplő          | Eredeti hang     | Magyar hang    | Leírás |
| ----------------- | ---------------- | -------------- | --- |
| Sámán             | Oliviero Dinelli | Tokaji Csaba   | |
| Malston, a mamut  | ?                | ?              | |
| Keira             | Patrizia Salerno | Pekár Adrienn  | Fekete hajú, barna szemű lány, aki az őserdőben él, Tommal megbarátkozik, és egyszer a jelenben is jár.       |
| Sveva             | ?                | ?              | Szőke hajú, kék szemű kislány, akinek van egy cicája, Zorba, akit egyszer elveszít, és John adja vissza neki. |
| Alice             | ?                | ?              | Barna hajú, kék szemű lány, aki Seva egyik lánybarátja.                                                       |
| Yaya              | ?                | ?              | Fekete hajú, zöld szemű lány, aki Seva másik lánybarátja.                                                     |
| Warnel professzor | Silvio Anselmo   | Kapácsy Miklós | |
| Greta             | ?                | ?              | Szőke hajú, kék szemű, fiatal nő, aki híreket mond.                                                           |
| James             | Andrea Ward      | Csuha Lajos    | Tom apja |

## Epizódok
| Évad | Évad | Részek száma | Részek száma | Eredeti sugárzás     | Eredeti sugárzás  | Magyar sugárzás      | Magyar sugárzás   |
| Évad | Évad | Részek száma | Részek száma | Évadbemutató         | Évadzáró          | Évadbemutató         | Évadzáró          |
| ---- | ---- | ------------ | ------------ | -------------------- | ----------------- | -------------------- | ----------------- |
|      | 1.   | 26           | 26           | 2012. szeptember 10. | 2014. április 18. | 2016. szeptember 26. | 2016. október 31. |
|      | 2.   | 26           | 26           | 2015. szeptember 14. | 2015. december 1. | 2016. november 1.    | 2016. december 6. |

### 1. évad (2012–2014)
| Sor. | Év. | Cím                                                        | Premier                                   | Gyártási szám |
| ---- | --- | ---------------------------------------------------------- | ----------------------------------------- | ------------- |
| 1.   | 1.  | A kezdetek (The Origin)                                    | 2012. szeptember 10. 2016. szeptember 26. | 101           |
| 2.   | 2.  | A sámán (The Shaman)                                       | 2016. szeptember 27.                      | 102           |
| 3.   | 3.  | A rockfroz (The Rockfroz)                                  | 2016. szeptember 28.                      | 103           |
| 4.   | 4.  | Új ellenség (A New Enemy)                                  | 2016. szeptember 29.                      | 104           |
| 5.   | 5.  | Váratlan támadás (Surprise Attack)                         | 2016. szeptember 30.                      | 105           |
| 6.   | 6.  | A tipro liánok földjén (In the Land of the Crushing Liana) | 2016. október 3.                          | 106           |
| 7.   | 7.  | Neceron, a könyörtelen (Neceron, the Mercyless)            | 2016. október 4.                          | 107           |
| 8.   | 8.  | A végzet temploma (The Temple of Doom)                     | 2016. október 5.                          | 108           |
| 9.   | 9.  | A jelkép (The Predestined)                                 | 2016. október 6.                          | 109           |
| 10.  | 10. | Váratlan segítség (Unexpected Help)                        | 2016. október 7.                          | 110           |
| 11.  | 11. | Halálos veszély (Mortal Danger)                            | 2016. október 10.                         | 111           |
| 12.  | 12. | A hold szigete (The Island of the Moon)                    | 2016. október 11.                         | 112           |
| 13.  | 13. | Hajtóvadászat (Hunt for General Treek)                     | 2016. október 12.                         | 113           |
| 14.  | 14. | A sárkányok lázadása (The Revolt of the Dragons)           | 2016. október 13.                         | 114           |
| 15.  | 15. | Kettős csel (Double Deception)                             | 2016. október 14.                         | 115           |
| 16.  | 16. | Üzenet a múltból (Message from the Past)                   | 2016. október 17.                         | 116           |
| 17.  | 17. | Váratlan útitársak (Adventure for 6)                       | 2016. október 18.                         | 117           |
| 18.  | 18. | James titka (The Secret of James)                          | 2016. október 19.                         | 118           |
| 19.  | 19. | A tó őre (The Guardian of the Lake)                        | 2016. október 20.                         | 119           |
| 20.  | 20. | Visszatérés a sötétségből (Return from the Dark)           | 2016. október 21.                         | 120           |
| 21.  | 21. | Az ellenség árnyéka (The Shadow of the Enemy)              | 2016. október 24.                         | 121           |
| 22.  | 22. | A fehér sárkány projekt (Mission "White Dragon")           | 2016. október 25.                         | 122           |
| 23.  | 23. | Meleg helyzet (Desperate Escape)                           | 2016. október 26.                         | 123           |
| 24.  | 24. | Az utolsó fogyatkozás (The Last Eclipse)                   | 2016. október 27.                         | 124           |
| 25.  | 25. | Lehull a lepel (Bare Faced)                                | 2016. október 28.                         | 125           |
| 26.  | 26. | A kezdet vége (The End of the Beginnin)                    | 2016. október 31.                         | 126           |

### 2. évad (2016)
| Sor. | Év. | Cím                                                                | Premier                | Gyártási szám |
| ---- | --- | ------------------------------------------------------------------ | ---------------------- | ------------- |
| 27.  | 1.  | Vissza a múltba (Return to the Past World)                         | n.a. 2016. november 1. | 201           |
| 28.  | 2.  | A vasdinoszaurusz (The Iron Dinosaur)                              | 2016. november 2.      | 202           |
| 29.  | 3.  | Sziget az égen (An Island in the Sky)                              | 2016. november 3.      | 203           |
| 30.  | 4.  | Az új Dinofroz (A New Dinofroz)                                    | 2016. november 4.      | 204           |
| 31.  | 5.  | A Tűzkő legendája (The Legend of Firerock)                         | 2016. november 7.      | 205           |
| 32.  | 6.  | A mocsári sárkány (The Dragon From the Swamp)                      | 2016. november 8.      | 206           |
| 33.  | 7.  | Rejtély a Föld középpontjában (Mistery at the Center of The Earth) | 2016. november 9.      | 207           |
| 34.  | 8.  | Sárkányölők (The Dragon Slayers)                                   | 2016. november 10.     | 208           |
| 35.  | 9.  | Versenyfutás az idővel (Race Against Time)                         | 2016. november 11.     | 209           |
| 36.  | 10. | A zöld szemű lány (The Girl with the Jade Eyes)                    | 2016. november 14.     | 210           |
| 37.  | 11. | Kódnév: Dominion projekt (Codename: Dominion Project)              | 2016. november 15.     | 211           |
| 38.  | 12. | Drakemon haragja (The Fury of Drakemon)                            | 2016. november 16.     | 212           |
| 39.  | 13. | A Dinójelző hatalma (The Power of the Dinowatch)                   | 2016. november 17.     | 213           |
| 40.  | 14. | Sohaország sztárja (The Day of the Two Stars)                      | 2016. november 18.     | 214           |
| 41.  | 15. | A gyanú árnyéka (The Shadow of Betrayal)                           | 2016. november 21.     | 215           |
| 42.  | 16. | Új csapattag: A triceratopsz (Acquisition: Triceraptops)           | 2016. november 22.     | 216           |
| 43.  | 17. | Az ellenség barlangjában (In the Lair of the Enemy)                | 2016. november 23.     | 217           |
| 44.  | 18. | A felforgatott szférák (Face of Face)                              | 2016. november 24.     | 218           |
| 45.  | 19. | Egy új szövetséges (A new Alliance)                                | 2016. november 25.     | 219           |
| 46.  | 20. | Hihetetlen küldetés (Mission Incredible)                           | 2016. november 28.     | 220           |
| 47.  | 21. | Támadás a torony ellen (Tower assault)                             | 2016. november 29.     | 221           |
| 48.  | 22. | A jégbörtön (The Ice Prison)                                       | 2016. november 30.     | 222           |
| 49.  | 23. | Váratlan ajánlat (Unexpected Proposal)                             | 2016. december 1.      | 223           |
| 50.  | 24. | Apáról fiúra (From Father to Son)                                  | 2016. december 2.      | 224           |
| 51.  | 25. | Harc Rocketown egén (Over the Skies of Rocketown)                  | 2016. december 5.      | 225           |
| 52.  | 26. | Az utolsó titok (The Last Secret)                                  | 2016. december 6.      | 226           |